# Kleiner Sonnstein
Kleiner Sonnstein är en bergstopp i Österrike.   Den ligger i distriktet Gmunden och förbundslandet Oberösterreich, i den centrala delen av landet, 200 km väster om huvudstaden Wien. Toppen på Kleiner Sonnstein är 923 meter över havet, eller 110 meter över den omgivande terrängen. Bredden vid basen är 0,26 km.
Terrängen runt Kleiner Sonnstein är kuperad åt nordost, men åt sydväst är den bergig. Närmaste större samhälle är Ebensee, 2,5 km söder om Kleiner Sonnstein. 
I omgivningarna runt Kleiner Sonnstein växer i huvudsak blandskog. Runt Kleiner Sonnstein är det ganska tätbefolkat, med 58 invånare per kvadratkilometer.